# Jeebel (Weyhe)
Jeebel ist ein Ortsteil der Gemeinde Weyhe im niedersächsischen Landkreis Diepholz. Am 31. Dezember 2005 hatte Jeebel 541 Einwohner, 2016 waren es 508 und 2023 nur noch 487.

## Geografie
Jeebel liegt im südlichen Bereich der Gemeinde Weyhe. Die Hache bildet die westliche Ortsteilgrenze zu Lahausen. Nachbarorte sind – von Norden aus im Uhrzeigersinn – die Weyher Ortsteile Lahausen und Sudweyhe und im Süden der Syker Ortsteil Barrien.

## Geschichte
Im Jahr 1330 wird "Jebele" als "zur Voghedy Syke" gehörend genannt. 1356 planen die Bremer, im Jeebel eine Burg zu bauen. Der Plan wird aber verworfen. 1370 heißt es: "gued dar licht buter der lantwere to weyge by deme Jebulle". Im Jahr 1507 verkauft der Edelherr der Grafschaft Diepholz, Rudolf VIII., dem Bremer Ratsherrn Rabe einen Hof zu Jeebel, welcher dem Kloster Heiligenrode übergeben wurde. (Hoyaer Urkundenbuch I, 216–217)
Nach dem Zweiten Weltkrieg wurde am Jeebeler Wald eine Siedlung für Flüchtlinge gebaut, die in der Gemeinde untergebracht werden mussten.
Bis zum 1. März 1974 gehörte Jeebel zusammen mit Sudweyhe und Ahausen zur bis dahin selbstständigen Gemeinde Sudweyhe. 1974 wurden die Gemeinden Kirchweyhe, Sudweyhe und Leeste zur Einheitsgemeinde Weyhe zusammengefasst.